# Коронація слова — 2011

Логотип конкурсу

Переможці конкурсу «Коронація слова — 2011»

## Номінація «Романи»
- I Премія «Мантра-омана» Вікторія Гранецька (Вінниця)
- II Премія «Три таємниці Великого озера» Наталія Тисовська (Київ)
- III Премія «Стовп самодержав'я, або 15 справ Івана підіпри гори (спогади службовця царської охранки)» Юрій Камаєв, Владислав Івченко (Суми)

Дипломанти:
- «Янгол у сірому» Надія Гуменюк (Луцьк)
- «URBAN STRIKE» Антон Кушнір (Київ)
- «Хліб із хрящами» Михайло Бриних (Київ)
- «Щастя тим, хто йде далі» Світлана Талан (Сєвєродонецьк)
- «Конфлікт крові» Наталія Манько (м. Комсомольськ Полтавська обл.)
- «Напарник» Марія Маслєчкіна (Чернігів)
- «Пасифая» Ігор Михайлин (м. Мерефа Харківська обл.)

Для дітей до 6 років
- I Премія «Терезка з Медової печери» Наталя Пасічник (м. Теребовля Тернопільська обл.)

Дипломанти:
- «Зірочка» Світлана Кедик (м. Виноградів Закарпатська обл.)
- Збірка казок Ольга Тарасова (м. Лозова Харківська обл.)
- «Страшне страховисько» Ляля Ніцой (Київ)

Для дітей 7-12 років
- I Премія «Зелен день або Чарівні русалчині коралі» Оксана Радушинська (м. Старокостянтинів Хмельницька обл.)

Дипломанти:
- «Казки Місяця» Марина Чайка (м. Харцизьк Донецька обл.)
- «Китеня Тимко та Капітан Теревенько» Еліна Заржицька (Дніпропетровськ)

Для дітей 13-18 років
- I Премія «Перемагаючи долю» Олександр Зубченко (м. Вишгород Київська обл.)

Дипломанти:
- «Затока» Галина Романенко (м. Боярка Київська обл.)
- «Мій друг — янгол» Ольга Василюк (Київ)
- «Несподівані скарби» Василь Щеглюк (Львів)
- «Зоряна Електричка» Олександр Есаулов (м. Ірпінь Київська обл.)
- «Пригоди Ясі Захмарної, або Реліквія чарівного лісу» Олександр Коваленко (м. Дніпродзержинськ Дніпропетровська обл.)
- «Діти і Пасерб» Наталія Ліщинська (Львів)

## Номінація «Пісенна лірика про кохання»
Спеціальна відзнака: «Вітри» Марія Влад (Київ)
- I Премія «Скляний звіринець» Ірина Цілик (Київ)
- II Премія «Навіщо я?» Юлія Мусаковська (Львів)
- III Премія «Подаруй мені сон» Катерина Танчак (Івано-Франківськ)

Дипломанти:
- «Лист до Італії» Ігор Жук (Київ)
- «Захисти» Світлана Романенко (м. Бориспіль Київська обл.)
- «Ефект Плацебо» Ярослав Старовірець (Київ)
- «Романс» Надія Ватолкіна (Київ)
- «Придивись навкруги» Оксана Михальчук (Київ)
- «Осінній романс» Наталія Бонь (м. Золотоноша Черкаська обл.)
- «Гра» Ганна Чоботар (Київ)

Для дітей до 6 років
- I Премія «Я у мами помічниця» Микола Грабовський (Київ)

Дипломанти:
- «Три коники» Ольга Пенюк-Водоніс, Олена Пархомчук (м. Сокаль Львівська обл. та Київ)
- «Жабенятко» Ігор Коваленко (м. Сміла Черкаська обл.)
- «Мій перший урожай» Маргарита Меденці м. Мукачево Закарпатська обл.

Для дітей 7-12 років
- I Премія «Равлик» Каріна Лінова (Київ)

Дипломанти:
- «Вишиваю рушничок» Ніна Шугніло (с. Грив'ятки Ковельський р-н. Волинська обл.)
- «Сяють весело зірки» (колядки) Зоя Ружин (Київ)

## Номінація «Кіносценарії»
Спеціальна відзнака: «Садок Вишневий…» Ірен Роздобудько, Олесь Санін (Київ)
- I Премія «Борода» Дмитро Сухолиткий-Собчук (Чернівці)
- II Премія «Перше вересня» Алла Тютюнник (Херсон)
- III Премія «Вулкан» Роман Бондарчук, Алла Тютюнник, Дар'я Аверченко (Київ та Херсон)

Дипломанти:
- «Німб над грішною головою» Марина Кучеренко, Володимир Владико (Київ)
- «Рикошет» Сергій Лобода (м. Пологи Запорізька обл.)
- «Солов'ї, солов'ї…» Олександр Рожен, Пилип Рожен (Київ)
- «Львів'янка» Андрій Тимчишин (Львів)
- «Переможці, або В бій ідуть одні дівчата» (Третя частина) Віталій Райнюк (Рівне)

Для дітей
- I Премія «Острів здичавілих свиней» Євген Чвіров (м. Енергодар Запорізька обл.)

Дипломанти:
- «Відлуння» Тетяна Винник (м. Ніжин Чернігівська обл.)
- «Тимош. Хлопчик, який ніколи не зачісувався» Ольга Войтенко (Київ)

## Номінація «П'єси»
Велика сцена
- I Премія «Віктор, або Чорнобильська дитина» Сергій Васильєв (Київ)

Дипломанти:
- «Шекспір як ви та я» Станіслав Росовецький (Київ)
- «Дорога до раю» Ярослав Верещак (Київ)

Експериментальна та камерна сцена
- I Премія «Людина у підвішеному стані» Павло Ар'є (м. Кельн (Німеччина))

Дипломанти:
- «Гастарбайтерські сезони» Наталія Доляк (Вінниця)
- «Державні немовлята» Ярослав Свиридов (Харків)

Для дітей
- I Премія «Цирк Івана Сили» Олександр Гаврош (Ужгород)

Дипломанти:
- «Метлик і свічка» Тетяна Винник (м. Ніжин Чернігівська обл.)
- «Пригоди в заповіднику» Людмила Курченко (Київ)
- «Свято зірки, або бажання, здійснись!» Надія Симчич (Київ)